# 布吕松 (意大利)
布吕松（法語：Brusson，發音：[bʁysɔ̃] ⓘ）是意大利瓦莱达奥斯塔的一个市镇。总面积55平方公里，人口863人，人口密度15.7人/平方公里（2009年）。ISTAT代码为007012。